# Castellano churro

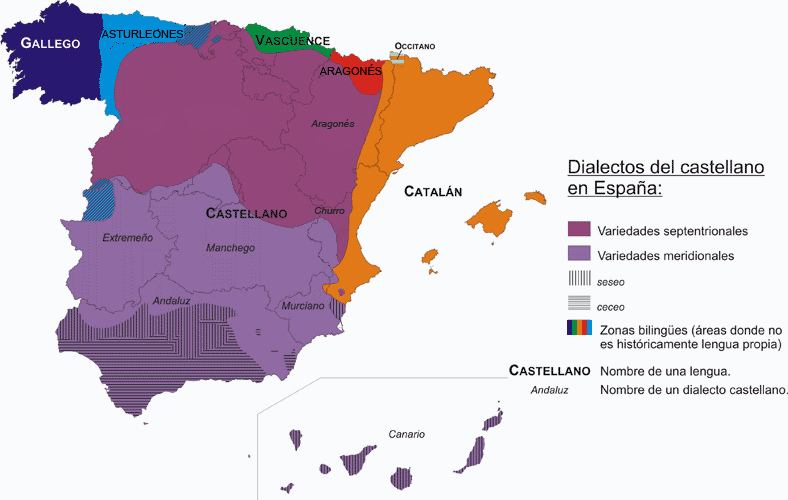
Dialectos y acentos del español en España.

El castellano churro es la denominación popular de un conjunto de variedades dialectales del castellano en las comarcas churras valencianas influenciado históricamente por el idioma valenciano y por el aragonés (en aquellas comarcas repobladas mayoritariamente por aragoneses). Además, algunas de las características de estos dialectos se pueden encontrar a veces también en el castellano hablado en la zona históricamente valencianohablante, sobre todo en lo referente a la fonética.
Actualmente, como en todas partes, las características propias de estas variantes del castellano tienden a desaparecer y ser sustituidas por el castellano estándar. El habla churra ya sólo se aprecia de forma importante en las zonas más aisladas o entre los hablantes de más edad.

## Origen histórico

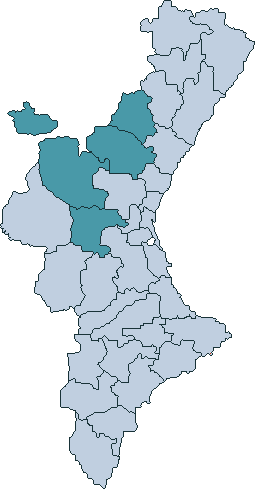
Las comarcas churras dentro de la Comunidad Valenciana.

En el caso de la comarca de los Serranos, el Rincón de Ademuz, el Alto Palancia y el Alto Mijares, se supone que esta variedad procede de la repoblación mayoritariamente aragonesa en la zona, que tuvo lugar en el siglo XIII bajo el reinado de Jaime I el Conquistador en las zonas interiores del Reino de Valencia.
Después de un siglo de convivencia en algunas comarcas, acabó predominando el castellano de base aragonesa (con características dialectales propias), pero también con algunas influencias de la comunidad valencianohablante, tanto de colonos anteriores como de la zona históricamente valencianohablante de la Comunidad Valenciana.
En otras zonas (Rincón de Ademuz, Alto Mijares, Alto Palancia y Olocau del Rey), el predominio castellano-aragonés fue absoluto desde el primer momento de la Reconquista.
En el caso de las comarcas del Canal de Navarrés y de la Hoya de Buñol, predominaba el valenciano entre los colonos cristianos hasta el siglo XVII, [cita requerida] cuando tiene lugar la crisis demográfica provocada por la expulsión de los moriscos con Felipe IV, lo que trae consigo una nueva repoblación de gentes tanto del resto de las comarcas valencianas mencionadas anteriormente como de Castilla. Es por ello por lo que esta variedad valenciana del castellano se extiende en esta zona y, al ser demográficamente mayoritaria la comunidad castellanohablante, y junto con los Decretos de Nueva Planta que obligaban a la imposición del castellano, poco más de un siglo después acaba sustituyendo al valenciano y al aragonés.

## Fonética
Las hablas churras presentan diversos rasgos fonéticos, es decir, características en la pronunciación tradicional que se explican y comparten con el aragonés, valenciano, castellano rural e incluso mozárabe.
A continuación se mencionan las principales características expuestas en la obra El castellano-aragonés en tierras valencianas (Natividad Nebot Calpe):

### Fonética de las vocales
Alteración de las vocales átonas: 

Rasgo típico del  aragonés, así como de otras regiones de España, que se da de tres maneras principales:
- Asimilación: calandario (calendario), s iguida (seguida), cumunión (comunión), etc.
- Disimilación: pisebre (pesebre), ciminterio (cementerio), menistro (ministro), etc.
- Influjo de prefijos: desgusto (disgusto), entosicar (intoxicar), etc.

Diptongos:
- Reducción por asimilación, como en el aragonés: pacencia (paciencia), comenencia (conveniencia), Ugenio (Eugenio), etc.
- Diptongo ei pronunciado ai, como en otras hablas  coloquiales y en aragonés: paine (peine), raina (reina), azaite (aceite), etc.
- Existen falsos diptongos como: ojualá (ojalá), cuerná (cornada).

Hiatos: 

Se busca generalmente reducirlos, como en el resto de dialectos del español. Se reducen de tres maneras principales:
- Reducción por desplazamiento del acento: áhi (ahí), ráiz (raíz), etc.
- Reducción por cierre de vocales:
  - /e/ por /ia/ o /io/, como en la lengua medieval: pasiar (pasear), pior (peor), etc.
  - /e/ por /ai/, como en el aragonés: trai (trae), traite (tráete), etc.
  - /o/ seguida de /e/ se cierra por /u/, por influencia  valenciana: cuete (cohete), arreu (arreo), etc.
  - /o/ seguida de una /a/ átona se cierra por /u/: augase (ahogarse), ajuarriero (ajoarriero).
  - Pérdida de la consonante entre vocales, formando diptongo y cerrando la vocal, algo propio de Asturias, Aragón y todo el español coloquial: deputau (diputado), tejau (tejado), prau (prado), etc.

- Reducción al contraer fonemas vocálicos:
  - Al perderse, normalmente, la /-d-/: flamerá (llamarada), chocolatá (chocolatada), tajá (tajada), etc.
  - Al eliminar un fonema vocálico si el hiato se forma por dos distintos: mestro (maestro), bu (búho), ande (adonde), rite (ríete), etc.

- Reducción al añadir de una consonante: forma arcaica del habla que aparece hoy en día en Aragón, Asturias y Salamanca: chiminera (chimenea), diarrera (diarrea), tráiba (traía), agora (ahora), toballa (toalla), etc.

Pérdida de vocales:

- Las vocales átonas iniciales suelen omitirse, como en aragonés: zaica (acequia), güela (abuela), drecho (derecho), nano (enano), etc.
- Se dan pérdidas de fonemas con consonantes, como en aragonés: aspro (áspero), muchismo (muchísimo), espritu (espíritu). Algunas por influencia valenciana: albarcoque (albaricoque), vespa (víspera).
- Se pierde la última vocal en algunas palabras, aunque en muy pocas: buenaz (buenazo), pastoraz (pastorazo), chiquín (hijo más pequeño). 
  - Existen influencias del valenciano a las que, por contra, se les añade una última vocal: grogo (amarillo, del valenciano grog), pelloque (manojo, del valenciano pelloc).

Intercambio de una vocal por consonante:

- Sucede en algunas palabras, rasgo compartido con el Bajo Aragón: boltizo (bautizo), etc.

Adición de vocales:  

Se suelen añadir los sonidos vocálicos:
- /a-/ en el inicio de palabra, un rasgo muy común en las hablas churras que aparece también en otras hablas coloquiales de España: alisiase (aliasiarse), arrematar (rematar), allegar (llegar), amoto (moto), arradio (radio), etc.
- /yod/ entre vocales al final de palabra e incluso en la sílaba anterior: cacarrutias (cagarrutas), diferiencia (diferencia), carrastuliendas (carnestolendas). 
  - En algunos lugares este rasgo afecta a los sufijos -ico/-ica, derivando en -iquio/-iquia: chiquio (chico), estijeriquias (tijeritas), poquiquio (poquito), etc.

### Fonética de las consonantes
A continuación se listan las principales agrupaciones de consonantes así como los principales rasgos del habla churra asociados a cada grupo.

#### Consonantes fonémicas sonoras (/b/, /d/, /g/):
Confusiones entre consonantes: 
- /b/ y /g/, como en el resto de hablas coloquiales y el aragonés: güeno (bueno), agüelo (abuelo), gofetá (bofetada), gomitar (vomitar), bujero (agujero), etc.

- /b/ y /m/, como en el resto de hablas coloquiales y el aragonés: moniato (boniato), merenjena (berenjena), almóndigas (albóndigas), etc.

- /y/ y /l/: llimero (estercolero, confusión con yemero), etc. Se da incluso en toponimia: Barranco Aguarrollo (agua + arroyo).

- /g/ y /k/: cacarritas (cagarrutas), quitarra (guitarra), etc.

- /d/ y /b/.

Supresión de consonantes:
- Pérdida de la /b/: amos (vamos), tamién (también), etc.
- Pérdida de la /g/: miaja (migaja), juar (jugar), áuja (aguja), etc.
- Pérdida de la /d/, sobre todo, como en otras hablas coloquiales y el aragonés:
  - Al inicio de palabras: emasiau (demasiado), esquiciau (desquiciado), etc.
  - A mitad palabra: pue (puede), piazo (pedazo), ande (adonde), etc.
  - En las terminaciones -ado, donde llega a formarse el diptongo -au: callau (callado), pesau (pesado), etc.
  - En las terminaciones con vocales iguales, es decir -ada, -odo: prepará (preparada), na (nada), to (todo), etc.
  - En posición final: usté (usted), verdá (verdad), etc.
  - Pérdida de la /y/ si en contacto con una vocal: lió / leó (leyó), leendo (leyendo), etc.

Adición de consonantes:
- Sonido /g/ en sustantivos y la primera persona del presente de ciertos verbos, aunque este rasgo ha prácticamente desaparecido: guisopo (hisopo), yo suelgo (yo suelo), yo cosgo (yo coso), etc.
- Sonido /w/ delante de -ue, como en el castellano antiguo: güevo (huevo), güerto (huerto), güespe (huésped), etc.
- Sonido /y/ en todas las palabras que empiezan por -ie: yerba (hierba), yedra (hiedra), etc.
- Sonido /d/: endredar (enredar).
- Sonido /b/: bimbral (umbral).
- Para romper el hiato, como se ha explicado anteriormente, se añade también una consonante: toballa (toalla).

#### Consonantes oclusivas sordas (/p/, /t/, /k/):
- Trueque de la /k/ por /t/ en algunas variedades: tien (quien) y la /p/ por /t/, como en el aragonés: petitas (pepitas).

- Sonorización de la /k/ inicial, como en el aragonés y valenciano: guchara (cuchara), guchillo (cuchillo), gayato (cayato), etc.

- Se conserva la /t/ final en algunos valencianismos, aunque no siempre: trompellot / trompellote (atolondrado), borinot (torpe), etc.

#### Consonantes fricativas sordas (/f/, /s/, /θ/)
- Pronunciación /j/ de las /f/ iniciales seguidas de -ue, como en más hablas de España: juente (fuente), juerte (fuerte), juera (fuera), etc.

- Seseo del sonido /θ/ por /s/ en lugares cercanos a comarcas valencianoparlantes, por influencia del valenciano: desir (decir), sequia (acequia), etc. 
  - Se da también el seseo en zonas no seseantes en palabras de influencia valenciana concretas: haste (hazte), haslo (hazlo), etc.
  - Por influencia aragonesa algunas palabras no se sesean en algunas variedades: zapo (sapo).

- Pérdidas menos frecuentes:
  - Sonido /θ/ en algunas palabras por influencia aragonesa o valenciana, aunque es poco frecuente: trena (trenza), malea (maleza).
  - Sonido /s/: refriau (resfriado).
  - Sonido /x/, como en aragonés: festear (festejar)

- Adición de /s/, como en valenciano y aragonés: sisquiera (siquiera, ojalá), apostas (aposta), ribotas (arriba), o si nos (o si no), veste (vete), disle (dile), etc.

#### Consonantes nasales (/m/, /n/, /ñ/):
Confusiones entre vocales:
- /m/ por /b/, algunos por influencia aragonesa o valenciana: berienda (merienda), bembrillo (membrillo), etc.

- /n/ por /l/, /r/, /d/, /s/ como en aragonés: alcontrar / alcuentrar (encontrar), vereno (veneno), etc.

- /n/ se pronuncia /ñ/ en ñudo (nudo) como en el aragonés, y viceversa, como en topónimos como: Las Canadillas (Torralba, Alto Mijares). 
  - En la comarca de La Serranía (Los Serranos), la n- inicial delante de i se cambia por ñ, como en el aragonés: ñido (nido), ñiño (niño), ñieto (nieto), etc.

Adición de consonantes:
- /n/ o /m/ al incio o mitad de palabra, como en el aragonés: asina (así), monflete (moflete), trompezón (tropezón), etc. 
  - Algunas por influencia valenciana: volantín (volatín), carranca (carraca), y a final de palabra en jabalín (jabalí).

#### Consonantes vibrantes (/r/, /rr/):
Confusiones entre consonantes:
- Algunas r por l y vice versa, como en el valenciano y aragonés: reflán (refrán), esbarar (resbalar), celebro (cerebro), folestero (forastero), almario (armario), etc.

- /r/ por /rr/, como en valenciano y aragonés: arrañar (arañar), garrampiñar (garapiñar).
  - En algunas variedades la /rr/ se debilita a una /r/, algunas por influencia valenciana: manduria (bandurria), bario (barrio), tiria (tirria).

- /r/ por /n/: barrena (barrera).

Pérdida de consonantes:
- /r/, como en otros dialectos españoles: paice (parece), mia (mira), pa (para), espate (espérate), quies (quieres), etc. 
  - Algunas son por influencia valenciana o aragonesa: reguñir (regruñir), padastro (padrastro), etc.

- En el infinitivo se pierde totalmente la -r, como en diferentes dialectos del español incluyendo el habla aragonesa: afaitase (afeitarse), llevalo (llevarlo), morise (morirse), etc.

Adición de consonantes: 
- /r/, algunas por influencia valenciana o aragonesa: carchofa (alcachofa), arguilando (aguilando), orso (oso), grillarse (guillarse, chiflarse), etc.

#### Consonantes líquidas (/l/, /ll/):
- Tradicionalmente no existe yeísmo en las hablas churras, como en Aragón y Navarra, aunque en muchas variedades hoy en día sí se confunden la /ll/ y /y/.

Confusiones entre consonantes:
- Algunas /l/ inciales, en algunas variedades y palabras concretas, se convierten en /ll/ por influencia valenciana: lluna (luna), lladrar (ladrar), llendre (liendre).
- /l/ y /r/ en algunas variedades, aunque con menor frecuencia y por influencias aragonesas o valencianas: brusa (blusa), carabaza (calabaza), carcular (calcular), etc.
- /l/ y /b/, como en aragonés y valenciano: devantal (delantal).
- /l/ y /d/, como en aragonés: devantar (levantar).
- /l/ y /n/: canzoncillos (calzoncillos).
- /ll/ y /l/: coleja (colleja), pelejero (pellejero).

Adición de consonantes:
- /l/ en algunas palabras por influencia valenciana, aragonesa o  mozárabe: clasca (casca), beltrónica (betónica), carrancla (carraca), etc.

Pérdida de consonantes:
- /l/: empastro (emplasto), aúd (laúd).

#### Combinaciones de fonemas:
Cambio de consonantes por vocales en fonemas:
- /bs-/: ausequiar (obsequiar).
- /ct-/: estrautor (extractor), trautor (tractor).

Reducción de consonantes en fonemas:
- /cc-/: distración (distracción).
- /pc-/: conceción (concepción).

Pérdida de la primera consonante en fonemas:
- /ct-/: caráter (carácter), aspeto (aspecto), perfeto (perfecto), etc.
- /gn-/: inorante (ignorante), dino (digno), manífico (magnífico), etc.
- /gd-/: madalena (magdalena).
- /bs-/: oservar (observar), asorber (absorber), etc.
- /mn-/: coluna (columna), ginasia (gimnsia), etc.
- /cc-/: lición (lección), indición (inyección), etc.
- /pt-/: acetar (aceptar), conceto (concepto), etc.
- /ns-/: istancia (instancia), istituto (instituto), etc.

Cambios de lugar de fonemas en la propia palabra:
- Rasgo típico del castellano coloquial y del habla de los ancianos, aunque algunos son propios de Aragón: drento (dentro), naide (nadie), nesecitar (necesitar), etc.
  - Algunos cambios pueden ser influencias aragonesas o valencianas: tarallana / tarañana (telaraña).

Falso análisis de prefijos:
- Confusión de prefijos como en el aragonés: estripar (destripar), rebusto (robusto), espelejar (despelejar), alministrar (administrar), almitir (admitir), escomenzar (empezar), estenazas (tenazas).
  - Algunas también son por influencia valenciana: enquivocarse (equivocarse), ansoñar (soñar), etc.

Pérdida de prefijos:
- Influencias aragonesas: masiau (demasiado), juará (dejará), no juará de trailo (no dejará de traerlo).
- Influencias valencianas: filar (desfilar), ¡fila, o si nos te peg'un guantazo! (desfila o si no te pego un guantazo).

Acentuación:
- Se tiende a romper las esdrújulas en verbos, como en el aragonés: llegabámos (llegábamos), comiámos (comíamos).
- En personas más mayores se evita la esdrújula también en sustantivos, como en el aragonés: maquina (máquina), cantáro (cántaro), medico (médico), etc.
  - Existen influencias valencianas a la hora de cambiar la acentuación en algunas variedades: dia (día), tio (tío), habia (había).

#### Rasgos históricos en la fonética:
Existen rasgos concretos, en algunos casos hoy prácticamente extintos, que difieren del castellano y aportan un importante valor lingüístico al habla churra. Provienen, principalmente, del aragonés y mozárabe. A continuación se listan algunos de los identificados en el estudio El castellano-aragonés en tierras valencianas de Natividad Nebot Calpe:
- Conservación de la /e/ inicial, posiblemente etimológica, como en el aragonés y a diferencia del castellano en palabras como: escuro (oscuro), espital (hospital).

- La vocal tónica no evoluciona a /o/, como sí sucede en el castellano: fusca (pincha seca del pino, fosca).

- Se conservan algunas vocales finales entre los ancianos, como en el aragonés: céspede (césped, del latín caepes, -itis), rete (red, del latín rete).

- Se conservan algunas /f-/ gracias al mozárabe, sobretodo en topónimos: El Fuchino (del latín focinus), La Foya (del latín foyea), Foraña (del latín foraneus), etc. Algunos coinciden con el valenciano o aragonés.
- En cuanto a palabras que mantienen la /f-/ inicial, coinciden o con el aragonés o valenciano: fetillero (melindroso al comer), falaguera (helecho), foter (fastidiar o robar), finistrón (ventanilla o postigo pequeño de las puertas de los balcones), fuchina (escapatoria), fuchir (huir), etc.
- Algunas palabras que mantienen la /f-/ inicial en aragonés o valenciano la pierden en churro: yemo (estiércol), hustiar (cepillar la madera de forma tosca, de fusta), hardacho (lagarto), hurgacho (cavidad en una pared o roca), etc.
- Se conservan algunas /g-/ o /j-/ al principio de palabra, como en mozárabe, aragonés y valenciano: gemecar (gemir).
  - Algunas de estas conservan el sonido "ch" típico aragonés y compartido con el valenciano: chepa (joroba), chasilla (cama de paja del ganado), chitarse (acostarse), etc.

## Gramática

### Sustantivos

#### Género:
En las hablas churras existen discrepancias de  género respecto al castellano estándar, como en otras hablas populares. 
- Existe tendencia, como en el conjunto de hablas | orientales, a hacer femeninos los sustantivos terminados en /-or/, correspondiendo con los géneros en aragonés o valenciano: la calor, la picor, la ulor (la olor), l'ardor (el ardor), etc.
  - Por influencia de las /a/ iniciales, encontramos también: l'azaite (el aceite), l'aire (el aire), l'anca (el anca), etc.

- Se conserva el femenino en muchos árboles y plantas, como en el aragonés y valenciano: la olivera (el olivo), la mangranera (el granado), la perera (el peral), la garrofera (el algarrobo), etc.

- Se añade la terminación /-a/ a femeninos que no lo llevan en castellano, como en el aragonés y valenciano: higa / figa (higo), chincha (chinche), etc.
  - Algunos sustantivos con terminación única se separan en femenino y masculino, como en la mayoría de hablas rústicas españolas: dominanta / dominante , estudianta / estudiante.
  - Se utiliza en algunos casos el género para mostrar tamaño: botijo / botija (botijo más grande).
  - En toponimia "valle" es femenino, como en aragonés y valenciano: La Val de Almonacid.

#### Número:
Generalmente se sigue la misma estructura que en castellano, como curiosidad se puede destacar:
- Existen sustantivos que sólo se usan en plural: grelles (parrillas), yerros (trébedes), gachas (comida tradicional compuesta de harina cocida con agua y sal), etc.

### Artículos
Se usan los mismos  artículos que en castellano, aunque existe  contracción de manera similar a la que se da en aragonés, valenciano y demás hablas rurales:
- El masculino singular "el" se reduce a l en contacto con vocales: la mestra m'ha dicho qu'el chico n'ha id' a'scuela (la maestra me ha dicho que el chico no ha ido a la escuela), la mula s'ha esgarrau l'anca (la mula se ha desgarrado la cadera), etc.
  - Se da reducción también con la preposición anterior al artículo, como en otros dialectos rurales: se pegó una morrá contra'l suelo (se cayó de bruces contra el suelo).

- Los artículos "lo" y "la" se reducen también: l'agüela" (la abuela).

Además es común utilizar artículos para:
- Aludir a propiedades, con "lo": lo mio vale poco.
- Aludir a estaciones del año: a la primavera...
- Motes o apodos, así como para referirse a los niños: El Churro, el Vicentico, etc.
  - Se suele, además, incluir el nombre "tio" para referirse a personas de mayor edad: el tío Pepe, la tia Antonia, etc.
- Relaciones de parentesco, como en el resto de dialectos españoles: pregúntale al pare....
- Acompañar delante de "burla" en algunas construcciones, como en otros dialectos: el zagal tuyo movió a haceme la burla.

### Sufijos

#### Diminutivos:
El diminutivo más común es "-ico" e "-ica", de la misma manera que en Murcia, Aragón, Navarra, La Mancha, el judeo-español y demás países latinoamericanos. Existen diferentes teorías que tratan de explicar la procedencia de este diminutivo, pero su origen no esta cierto del todo.
Los diminutivos "-ico" e "-ica" tienen varios usos, y es mucho más expresivo que el castellano "-ito" / "-ita":
- Para referirse a lo pequeño: ventanica (ventanita), ratico (ratito), etc.
- Para referirse a lo débil, indefenso o delicado: pajarico.
  - Incluso con intención de dar lástima o generar compasión: era viejico y andaba a pasicos...
- Como superlativo: una cesta llenica de... (una cesta muy llena).
  - En ocasiones para referenciar algo bueno o en abundancia: ¡toma agüica!, ¡que agüica cai!.
- Con sentido irónico o negativo: ¡que gentecica la d'ese pueblo!.

Existen la variantes "-iquio" e "-iquia" en algunas variedades del habla churra, aunque generalmente este diminutivo se encuentra en recesión o ha desaparecido totalmente. Antiguamente solía encontrarse por toda la comarca del Alto Mijares aunque hoy en día sólo sobrevive en lugares como Alcudia de Veo, Fanzara o Cheste.
Además de "-ico" / "-ica", es común utilizar "-ete" / "-eta", aunque no es aplicable a tantas palabras como el anterior. Este sufijo es el más característico del aragonés,  catalán y valenciano. 
Cabe destacar que gran parte de las palabras que acompañan los sufijos "-ete" / "-eta" han perdido su significado diminutivo original: palometa (polilla), garreta (pantorrillas traseras).
Se utilizan diminutivos como "-ito" sólo en palabras concretas, para singularizar su significado: el señorito..., así como en presencia de personas ajenas o cultas.
Otros diminutivos utilizados en menor medida:
- "-ín" / "-ina", sobre todo utilizado en nombres con motivo cariñoso: Vicentín, pequeñín, etc.
- "-illo" / "-illa", abunda sobre todo en toponimia: El Cubillo, El Chorrillo, etc.

#### Aumentativos:
Dependiendo del contexto se utilizan unos u otros:
- "-azo" es el más característico y frecuente, se utiliza para representar caídas o golpes, una acción realizada con fuerza e incluso accidentes: morrazo, corbellazo, "quemazo", etc. Aparece en el castellano y aragonés.

- "-á", como reducción de "-ada", se utiliza para expresar movimientos violentos, acciones rápidas o realizados con fuerza: culá, escupiñá, etc.  Aparece tradicionalmente en el valenciano y catalán, aunque también se da en el castellano y aragonés.

- "-era" se utiliza con sustantivos para indicar gran masa, intensidad o fuerza: ventolera, vomitera, llorera, etc. Aparece en el valenciano, aragonés y castellano.

- "-ón" / "-ona" se utilizan de la misma manera que en castellano estándar aunque existen formaciones aragonesas o valencianas: quejón (quejumbroso), fartón (glotón), espentón (empujón), etc.
  - "-ote" / "-ota" se utilizan en ocasiones también de manera similar a "-ón" / "-ona".

- "-aria" se utiliza para indicar dimensión, como en valenciano y aragonés: grandaria (calidad de grande), altaria (altura), etc.

- "-ino" / "-ina" se utiliza, a diferencia del castellano, como aumentativo de la misma manera que en el aragonés y valenciano: sofoquina (disgusto grande o calor sofocante), cansina (cansancio extenuante), llorina (lloro intenso), etc.

#### Despectivos:
Existen diferentes sufijos que forman variantes despectivas o denigrantes de una palabra:
- "-acho" / "-acha", "-ucho" / "-ucha": zagalucho, perrucho, etc.
- "-arro" / "-arra" y "-orro" / "-orra": tontarra.
- "-az" / "-azo" / "-aza": pastoraz (poco cuidado en los modales).
- "-uta": chicuta (pequeña).
- Algunos sufijos menos comunes: "-arranco" / "-arranca", "-uzo" / "-uza", "-urrio" / "-urria".
  - En la zona de Villar del Arzobispo se usa también "-ango" / "-anga": criango, pollango, etc.

#### Con valor colectivo:
Unidos a sustantivos forman agrupaciones o colectivos de ese mismo nombre, aparecen formaciones que se dan en aragonés y valenciano también:
- "-alla", de la misma manera que en aragonés y valenciano: jovenalla (grupo de jóvenes).
- "-á", utilizado para indicar que un recipiente está lleno hasta el máximo o para indicar abundancia: sartená (sartén llena), chocolatá (mucho chocolate), etc.
- "-ero", como en castellano y aragonés: hormiguero
- "-eral", como en castellano, aragonés y valenciano: oliveral (olivar), higueral, etc.
  - Con un uso muy similar aparece "-ar": aliagar, pinar, etc.

#### Con valores derivativos:
Forman nuevas palabras a partir de ya existentes, algunas de estas nuevas coinciden con el aragonés o valenciano:
- "-isco" / "-isca": roísco (rojizo, de royo).
- "-ino" / "-ina": porquino (fruta inferior que se da a los cerdos).
- "-al", algunos como en valenciano: camal (pernera del pantalón), harinal (recipiente donde cae harina del molino harinero), etc.
- "-ero" / "-era", como en aragonés y castellano: bajera (prenda interior que llevaban las mujeres debajo de la saya), leñero (lugar donde se amontona la leña), etc.
- "-udo" / "-uda": morrudo (con labios gruesos), galtudo (con mejillas abultadas), etc.
- "-oso" / "-osa", algunos como en aragonés o valenciano: apegaloso (pegajoso), desficioso (desasosegado), etc.

#### De oficio:
Derivan oficios a partir de nombres ya existentes, la mayoría coinciden con el castellano o castellano antiguo, aunque se dan ciertas particularidades:
- "-ero" / "-era", la mayoría como en castellano, algunos como en aragonés o valenciano: pescatero (pescadero), güevatero (huevero), rodero (que va errante), romancero (persona que usa de conversaciones largas), etc.
- "-or" / "-ora", la mayoría como en castellano, valenciano y aragonés: gastador, charrador (charlatán), enguizcador (persona que incita a reñir), etc.
  - Cabe destacar algunas formas locales: embolador (oficio de preparar las bolas para el toro embolau, o  toro de fuego) y fascador (el que hace cuerda).
- "-aire", como en castellano antiguo y aragonés: yesaire (que trabaja con el yeso), pelotaire (que hace pelotas de vaqueta), colombaire (que practica la colombicultura), etc.

#### Instrumentales:
Derivan nuevos sustantivos utilizados para nombrar utensilios o instrumentos, algunos coinciden con el valenciano o aragonés también:
- "-ero" / "-era", la mayoría como en aragonés o valenciano: tabladera (tabla para alisar la tierra después de ararla), portaderas (vasijas para transportar uvas), escorredera (vasija con orificios en el fondo para escurrir verdura), etc.
- "-or" / "-ora", como en castellano la mayoría aunque con algunas influencias aragonesas o valencianas: bufador (canuto para soplar el fuego), espalmador (cepillo de la ropa), etc.

#### Humorísticos:
Forman derivados que alternativos de carácter más humorísticos:
- "-ola": berendola (merienda abundante), testerola (cabeza), etc.
- "-ongo" / "-onga": bailongo (de baile), etc.
  - Especialmente en la Serranía de Chelva es común utilizar "-ungo" / "-unga": chatungo, feandunga, etc.

#### Derivativos a partir de verbos existentes:
Se utilizan para derivar nuevos sustantivos a partir de verbos ya existentes, muchos coinciden con formas aragonesas o valencianas:
- "-ienda", como en aragonés: jodienda (fastidio, de "joder"), dijenda / dijienda (rumor público, de "dicir"), etc.
- "-ido" / "-ida": bullida (hervor), barrida (barredura), etc.

### Composición (palabras compuestas)
La  composición de palabras nuevas a partir de ya existentes es muy común en las hablas churras. Se da composición de diferentes maneras, y la popularidad y uso de palabras concretas difiere entre variedades locales del habla. 
Muchas coinciden con formas que se dan en el aragonés o valenciano.
Pueden formarse por la unión de:
- Verbo + sustantivo: engañapastor (chotacabras), acabacasas (despilfarrador), pelacañas, etc.

- Verbo + verbo: mordifuch (variedad de insecto negro parecido a una hormiga, de "morder" y "fuchir" - huir).

- Sustantivo + adjetivo: garricorto (persona con piernas cortas), yerbasana (hierbabuena), etc.

- Sustantivo + sustantivo: manobrero (peón de albañil).

- Adjetivo + sustantivo: muchas de influencia aragonesa o valenciana: ciengarras (ciempiés), malastripas (persona con malas intenciones), etc.

- Preposición + sustantivo: sobrelomo (especie de montura), etc.
  - Sustantivo + preposición + sustantivo: cabodaño (último día del año), etc.

- Adverbio + verbo: malmandau (desobediente), malqueda (persona poco formal que no cumple su palabra), etc.

### Pronombres
En general actúan de la misma manera que en español, pero se dan ciertas particularidades en su uso y formación.

#### Pronombres tónicos:
Aquellos que actúan como  sujeto  son, y presentan las siguientes características:
| Persona | Singular | Plural                                              |
| ------- | -------- | --------------------------------------------------- |
| 1.ª     | yo       | nusotros, -tras / nosotros, -tras                   |
| 2.ª     | tú       | vusotros, -tras / gusotros, -iras / vosotros, -tras |
| 3.ª     | él, ella | ellos, ellas                                        |

- Cuando el pronombre "yo" va precedido de una vocal, en ocasiones pierde la consonante: ¡qué se o! (¡qué se yo!).
- Suele añadirse estos pronombres para enfatizar la persona que actúa como sujeto: quio comprar yo ese bancal, ¿tú que quies?.

Aquellos con función de término de preposición son más interesantes, pues presentan variaciones típicas del aragonés y valenciano. Son y presentan las siguientes características:
| Persona | Singular | Plural                                              |
| ------- | -------- | --------------------------------------------------- |
| 1.ª     | mí, yo   | nusotros, -tras                                     |
| 2.ª     | tú       | vusotros, -tras / gusotros, -tras / vosotros, -tras |
| 3.ª     | él, ella | ellos, ellas                                        |

- El pronombre "yo", sobre todo entre ancianos, se utiliza como en el aragonés de manera equivalente a "mi": yo me paice que no quies tu venir a mi casa, a más de yo hay sais mozos.
- Se utiliza "tu" en lugar de "ti", formas que se dan también en la Ribera navarra y en el español de América pero sobre todo en aragonés y valenciano: ¿a tú t'agustan las gachas?, te lo ha dau a tú.
- Las formas castellanas "conmigo", "contigo" y "consigo" son: con mi, con tú, con él, con ella, con ellos, con ellas: ¿tú vienes con mi?, el pare s'ha llevau a la chica con él.
  - Tampoco se utiliza el reflexivo "sí", en su lugar se utiliza pa él (para sí mismo), a él (a sí mismo), etc.

#### Pronombres átonos:
Se utilizan las mismas variaciones que en el resto del castellano coloquial, sobre todo entre los más mayores.
En lugar de:
- "nos" se utilizan mos / nus: mos ha dejau la calina to'l trigo socarradico, ya nus lo dirá....
- "os" se utilizan sus / us: sus l'habáis topetau desiguida, ¿us habáis lavau la cara?.
  - En algunas variedades se utiliza incluso los / lus: los tomáis la berienda....
  - Por influencia valenciana, en algunas variedades aparece en los verbos reflexivos se en lugar de "os": ¿se váis a casa la mare?, ¡callase!

Las formas "me", "te", "se", "le", "la" y "lo" pierden la vocal cuando van al lado de otra: t'aspero (te espero).
- Es muy común además posponer el pronombre reflexivo al personal: me s'ha cáido, te s'ha..., etc.
- En algunas variedades existe la costumbre también de colocar los pronombres personales átonos delante del imperativo: me dea (deme), le diga (dígale), etc.

Otros rasgos destacables:
- El neutro pronominal "lo" es sustituido por les: lo que t'ha pasau ya se les ha dicho a tus chicas.
- Con infinitivos o gerundios el pronombre acabado en "-se" aparece con una "-n" al final, como en aragonés y otras hablas rurales: séntesen (siéntese), van a quedasen pa fiestas.

#### Pronombres relativos:
- "cual" tiene dos formas, masculina cualo y femenina cuala. Este rasgo se extiende por diferentes hablas populares de España.

- En lugar del interrogativo "quiénes" se utiliza quién: quién son aquellos....

#### Pronombres indefinidos:
- Entre ancianos se utilizan denguno (ninguno), naide (nadie) y mesmo (mismo), hoy considerados vulgarismos.

- En algunas variedades aparece otri, como en aragonés y mozárabe: trabaja pa otri (trabaja para otro).
  - Como en valenciano, es común añadir un / una al lado de "otro" / "otra": es una otra....

#### Formas no pronominales de tratamiento y apelativos:
Dependiendo del parentesco, edad o formalidad se utilizan una u otra forma no pronominal para tratar con personas o apelar a ellas:
Para familiares:
- Se utiliza pare (padre) y mare (madre) en algunas variedades, como en el valenciano.
  - Los padres políticos reciben el tratamiento de tio / tia, como en valenciano, aragonés y otras hablas rurales.

- A los hermanos y primos se les llama tete / tetes y a las hermanas y primas tata / teta / tatas / tetas como en valenciano y aragonés.

- Para referenciar a los hijos se utiliza la palabra chico / chica: ¿Cuántos chicos tienes?.
  - También se utiliza zagal / zagala.

Para personas mayores:
- Generalmente, si son del pueblo o comarca, se anuncia precedido de tio / tia: ha llegau la tia Juana.
- Antiguamente a la gente de fuera del pueblo o comarca se les anteponía el nombre con señor / señora / don / doña. Se les daba tratamiento de usté.

Además, casi siempre, cada familia tiene un apodo que alude a algún defecto o cualidad física o moral: Carfolla, Borrascas, Buscareta, etc.
- Esto también aplica a gente concreta que pueden recibir motes por razones similares: el tio ¡cáspita!.

### Verbos:
En las hablas churras no existe conjugación típica propia, aunque sí difiere de la castellana en algunos rasgos.

#### Infinitivos:
Existen diferentes rasgos que afectan a la forma del verbo y lo hacen diferir del castellano:
- Los verbos de la primera conjugación acabados en "-ear" en castellano se reducen: pasiar (pasear), estropiar (estropear), etc.
  - También se reducen aquellos acabados en "-aer": cair (caer), trair (traer), etc.

- Se asimila, como en Aragón y otras hablas rústicas españolas, las /i/ en los verbos: sirvir (servir), pidir (pedir), dicir (decir), etc.
  - Incluso en algunos como: frir (freír) o rir (reír).

- Se diptongan, en el habla más antigua, los infinitivos: alcuerdase (acordarse), cuentar (contar), cuertar (cortar), etc.

- Se pierde la /-r/ del infinitivo en las tres conjugaciones, como en el castellano coloquial general: llevalo (llevarlo), afaitame (afeitarme), etc.

También existen diferencias a la hora de utilizar los verbos, dándose peculiaridades como:
- El uso del infinitivo para formar perífrasis verbales con valor a futuro: a la que refresque voy a ir yo por el perolico miel a tu casa.
  - También se usa en formas negativas: no comer tan aprisa qu'us cairá mal.

- El uso de la preposición "en" equivalente a "cuando": en acabar de replegar las olivas... (cuando acabemos de recoger las olivas).

- Se utiliza tengo de + infinitivo en lugar de "tengo que + inifitivo": tengo d'ir a regar... . Este es un rasgo arcaico del español, quizás se mantiene en el habla churra por influencia valenciana.

En algunas variedades podemos destacar también que se elide el verbo "ser" en pue (ser): pue (ser) qu'haiga troná...

#### Gerundios:
Muchos  gerundios se forman como en el aragonés, sobre el perfecto: hubiendo (habiendo), hiciendo (haciendo), pusiendo (poniendo), dijendo (diciendo), fuendo (yendo), etc.
- Algunos se forman sobre el infinitivo: leendo (leyendo), cáindo (cayendo).

De la misma manera que con el infinitivo, también aparece la forma en + gerundio en lugar de "cuando" o "cuanto": en arrematando la fáena....

#### Participios:
Se dan variedades en forma que coinciden con el aragonés:
- Existen formaciones aragonesas: nublo (nublado), panso (pansido, seco), freído (frito), etc.
  - Aunque también se utilizan algunas formas rústicas entre hablantes más mayores: rompido (roto), bendecido (bendito), etc.

- Algunos se forman, como en aragonés, sobre el perfecto: hubido (habido), supido (sabido), tuvido (tenido), etc.

En cuanto a las terminaciones:
- El participio masculino pierde la "d" intervocálica, cerrándose la "o" por una "u": comprau (comprado).

- El participio femenino pierde la "d" intervocálica, juntándose la "a" a la "á" anterior, como en valenciano: comprá (comprada).

#### Presente:
Indicativo:
Existen rasgos fonéticos que afectan a la forma del verbo:
- Algunos verbos irregulares no diptongan, como en aragonés, asturiano y leonés: colo (cuelo), apreto (aprieto), fregas (friegas), etc.
  - En la Serranía de Chelva, por contra, diptongan verbos que no lo hacen en castellano: apriendo (aprendo), enriedo (enredo), te riendes(te rindes), etc.

- En el habla de los ancianos se suele perder, como en castellano coloquial, las "-r-" y "-d-": quies (quieres), pues (puedes), etc.
  - Sucede lo mismo con la terminación "-ces": crezo (crezco), merezo (merezco), etc.
  - En la Serranía de Chelva, entre los hablantes más mayores, se cambian las "z" por "r", y las "c" por "g": nargo (nazco), conorgan (conozcan), etc.

- Existen formas con consonante en la primera persona: suelgo (suelo), cosgo (coso).
  - Además, en la Serranía de Chelva, se dan entre los muy ancianos: olgo (huelo), holgues (hueles), etc.

Además, se dan particularidades a la de conjugar ciertos verbos:
- La tercera persona del plural del verbo "ser" es semos, como en muchos otros dialectos del español coloquial.

- Las conjugaciones mantienen, como en aragonés, las "i" iniciales: dicimos (decimos), pidimos (pedimos), etc.

- El verbo "haber" difiere del español en la primera persona del singular y plural, aunque se desconoce a ciencia cierta de dónde pueden venir tales influencias.
  - La primera persona del singular se conjuga en algunas variedades churras como ha, mientras que en otras lo hace como hai / hei. La primera de estas variedades puede deberse a la influencia valenciana, mientras que las segundas variantes aparecen en ciertos dialectos aragoneses y podrían estar ligados al castellano o habla medieval.[2] En otras variedades del habla churra aparece la forma he, correspondiendo con el castellano estándar.
  - La primera persona del plural se conjuga hamos, por influencia valenciana, e incluso habemos en ciertas variedades.

| Persona   | Castellano | Churro              | Aragonés        | Valenciano |
| --------- | ---------- | ------------------- | --------------- | ---------- |
| 1.ª sing. | he         | he / ha / hei / hai | he / hei        | he         |
| 2.ª sing. | has        | ha                  | ha              | has        |
| 3.ª sing. | ha         | ha                  | ha / hai / habe | ha         |
| 1.ª pl.   | hemos      | hamos               | hemos / hem     | hem        |
| 2.ª pl.   | habeís     | habís               | hetz            | heu        |
| 3.ª pl.   | han        | han                 | han             | han        |

- Todos los verbos de la tercera conjugación (-ir) hacen la segunda persona del plural -éis en lugar de -ís debido a la ultracorreción: venéis (venís).

- Los verbos de la primera conjugación (-ar) hacen la segunda persona del plural -éis en lugar de "-áis": ¿alleguéis agora? (¿llegáis ahora?).

Subjuntivo: 
De la misma manera que el indicativo, se dan variedades en la fonética:
- Las conjugaciones no digptongan: fregue (friegue), aprete (apriete), etc.

Así como a la hora de conjugar ciertos verbos:
- Los verbos "estar" y "dar" se conjugan con formas etimológicas, como en  asturiano y otras hablas rurales:

| Persona   | Castellano | Churro   | Aragonés | Valenciano | Asturiano |
| --------- | ---------- | -------- | -------- | ---------- | --------- |
| 1.ª sing. | esté       | estea    | esté     | estiga     | tea       |
| 2.ª sing. | estés      | esteas   | estés    | estigues   | teas      |
| 3.ª sing. | esté       | estea    | esté     | estiga     | tea       |
| 1.ª pl.   | estemos    | esteamos | estemos  | estiguem   | teamos    |
| 2.ª pl.   | estéis     | esteáis  | estetz   | estigeu    | teáis     |
| 3.ª pl.   | estén      | estean   | estén    | estiguen   | tean      |

| Persona   | Castellano | Churro | Aragonés | Valenciano | Asturiano |
| --------- | ---------- | ------ | -------- | ---------- | --------- |
| 1.ª sing. | dé         | dea    | dé       | done       | dea       |
| 2.ª sing. | des        | deas   | des      | dones      | deas      |
| 3.ª sing. | dé         | dea    | dé       | done       | dea       |
| 1.ª pl.   | demos      | deamos | demos    | donem      | deamos    |
| 2.ª pl.   | deis       | deáis  | detz     | doneu      | deáis     |
| 3.ª pl.   | den        | dean   | den      | donen      | dean      |

- Se asimila la terminación "-sca" de la persona "yo" con -ces: creza (crezca), anocheza (anochezca), etc.
  - En la Serranía de Chelva: parerga (parezca), lurga (luzca), parergáis (parezcáis), etc.
  - En algunas variantes se añade también una "-g" en: duelga (duela), suelga (suela), muelga (muela).

- Se dan las variantes haiga, haigas, haigamos, haigáis, haigan en lugar de "haya", "hayas", etc. Este rasgo es compartido con el castellano coloquial, aunque también aparece en el aragonés.

- La segunda persona del plural de los verbos de la tercera conjugación (-ir) termina en -éis en lugar de "-áis": venguéis (vengáis).

Imperativo: 
En cuanto a nuevas formas por variedades fonéticas, podemos destacar:
- En algunas variantes, entre los más ancianos, se conserva la "-i" etimológica al final de la persona de "tú": vene con la güela (ven con la abuela).

- Se cierra la "-e" en la segunda persona del singular: trai (trae), cai (cae), etc.
  - También se cierra la "e" en la tercera conjugación: súbite (súbete), cúmplilo (cúmplelo), etc.

- Los verbos que acaban en castellano en "-az" lo hace en -as: has (haz), hasme (hazme).

- De la misma manera que en el indicativo y subjuntivo, los presentes no diptongan: frega (friega), restrega (restriega), etc. Esta característica se da en el aragonés.

Existen también diferencias respecto al castellano estándar en ciertas conjugaciones:
- Los verbos con pronombre se hacen: marcharus / marchase (marchaos), callarus / callase (callaos), etc.

- El verbo "reir" adopta las formas: rite (ríete), rirus / riros (reíros).

Finalmente, cabe destacar la popularidad del verbo aibar con significado de "quitad", o incluso "tomad" en imperativo.

#### Pretérito imperfecto:
La primera persona es casi idéntica al castellano, a excepción de la segunda personal del plural (vosotros) que se hace: cantabéis (cantabais), etc.
Encontramos mayores diferencias respecto al castellano en los verbos de la segunda conjugación (-er), que mantienen la "-b-" etimológica, como en aragonés, gascón, catalán occidental,  murciano y alicantino: cáiba (caía), traiba (traía).
- En Enguera (Canal de Navarrés) fue documentado a principios del siglo XX queriva (quería).
- En Yátova (Hoya de Buñol - Chiva) aparece documentado[8] a mediados del siglo XX: le caiban unas glárimas que daba lástima (le caían unas lágrimas que daba pena).

| Persona   | Castellano | Churro   | Aragonés  | Valenciano |
| --------- | ---------- | -------- | --------- | ---------- |
| 1.ª sing. | caía       | cáiba    | cayeba    | cabia      |
| 2.ª sing. | caías      | cáibas   | cayebas   | cabies     |
| 3.ª sing. | caía       | cáiba    | cayeba    | cabia      |
| 1.ª pl.   | caíamos    | cáibamos | cayebanos | cabíem     |
| 2.ª pl.   | caíais     | cáibais  | cayebatz  | cabíeu     |
| 3.ª pl.   | caían      | cáiban   | cayeban   | cabien     |

Además, cabe destacar las particularidades:
- Conservación, en algunas variedades, de la acentuación etimológica, como en aragonés y otros dialectos populares: ibámos (íbamos), erámos (éramos), comprabámos (comprábamos), etc.

- La segunda persona del plural (vosotros) termina en -eis y no en "-ais": venieis (veníais), comieis (comíais), etc.

#### Perfecto:
Se dan rasgos compartidos con otras hablas coloquiales de España: compremos (compramos), comprastis (comprasteis), andé (anduve), etc.
Podemos destacar las formas:
- Del perfecto simple del verbo trair ("traer"), que se forma:

| Persona   | Castellano | Churro                 | Aragonés  | Valenciano |
| --------- | ---------- | ---------------------- | --------- | ---------- |
| 1.ª sing. | traje      | truje / trauje         | trayié    | trai       |
| 2.ª sing. | trajiste   | trujistes / traujistes | trayiés   | traïres    |
| 3.ª sing. | trajo      | trujo / traujo         | trayió    | traí       |
| 1.ª pl.   | trajimos   | trujimos / traujimos   | trayiemos | traírem    |
| 2.ª pl.   | trajisteis | trujistis / traujistis | trayiez   | traíreu    |
| 3.ª pl.   | trajeron   | trujeron / traujeron   | trayioron | traïren    |

- Así como de otros verbos como rir (reír):

| Persona   | Castellano | Churro | Aragonés    | Valenciano |
| --------- | ---------- | ------ | ----------- | ---------- |
| 1.ª sing. | reí        | ri     | arriguié    | riguí      |
| 2.ª sing. | reíste     | ristes | arriguiés   | rigueres   |
| 3.ª sing. | rio        | rio    | arriguió    | rigué      |
| 1.ª pl.   | reímos     | rimos  | arriguiemos | riguérem   |
| 2.ª pl.   | reísteis   | ristis | arriguiez   | riguéreu   |
| 3.ª pl.   | rieron     | rieron | arriguioron | rigueren   |

- En la Serranía de Chelva, además, se dan las formas: pudía (pudiera), pusía (pusiera), quisia (quisiera), tuvía (tuviera), etc.

Finalmente, es interesante destacar la unificación del presente y perfecto, como en aragonés: estastes (estuviste), estemos (estuvimos), habiera (hubiera), haciera (hiciera), dáramos (diéramos), etc.

#### Futuro y condicional:
En las formas futuras y condicionales no existe gran variación respecto el castellano estándar:
- Se cierran todas las "e": pidirá (pedirá), midirá (medirá), cairá (caerá), trairá (traerá), etc.

- Se dan algunas formas antiguas comunes también a otros dialectos españoles: doldrá (dolerá), salirá (saldrá), caberá (cabrá), cabería (cabería), etc.

#### Formación verbal:
La formación de nuevos verbos mediante el uso de prefijos coincide, en general, con rasgos presentes en otros dialectos rurales de España.
- El prefijo son- unido a verbos ya existentes crea nuevos significados: sondormirse (adormecerse). Este rasgo se da en el castellano también: "sonreír".

- En lugar del castellano "des-", es común encontrar es- como en otros dialectos coloquiales: espuntar (quitarle la punta a un objeto), estripar (reventar un fruto), espelejar (quitar la piel a algún animal). 
  - Este rasgo se da en verbos que no llevan "des-" en castellano, quizás por influencia valenciana: escomenzar (comenzar).

- El prefijo re- se utiliza para cambiar el significado o aumentar el significado de un verbo: rebailar, resobar, recocer, etc.

Existen además transformaciones sobre los prefijos de manera que se dan formas aragonesas o valencianas de los mismos:
- Acumulación de prefijos: desapartar (apartar), arrepretar (economizar), arreplegar (recoger), arretizar (atizar el fuego), etc.

- Confusiones de prefijos: desanchar (ensanchar), percurar / precurar (procurar), etc.

- Pérdidas de prefijos: pender (depender), cocer (escocer), tirar (estirar), etc.

- Falos prefijos: enquivocase (equivocarse), alquirir (adquirir), almitir (admitir), etc.

En cuanto a los sufijos, aparecen formas desconocidas en el castellano, algunas por influencia aragonesa o valenciana: aguachinase (enaguacharase), laminar (lamer), picotiar (comer poco a poco), asmatuzar (quitar matas), pintaraciar (pintar), etc.
En algunas formas se juntan prefijos y sufijos a la vez para crear nuevos verbos, coincidiendo con formas aragonesas, valencianas, o presentes en ambas lenguas: enroyalase (hacerse rojo el trigo), emblanquinar (enjalbegar), endormiscase (endormiscarse), etc.
Existen construcciones propias de las hablas populares y rústicas:
- Se utiliza "había" por "somos": habíamos cuatro 'n l'era.
- Se utiliza "había" por "debería": había de tocarnos la lotería, había de llover güena cosa, e
- Uso del infinitivo en lugar del pretérito indefinido: m'alcuerdo d'haber vient' hombres pa subilo.

El verbo "caler", propio del aragonés y valenciano, se usa en la mayoría de las variedades churras solo de manera negativa: no cal (no hace falta), no caldrá (no hará falta), etc.

### Adjetivos
En general se utilizan de manera muy similar al castellano, aunque se pueden destacar algunos rasgos.
El superlativo se puede formar:
- Con mu (muy), bien (muy) o usando expresiones típicas aragonesas o valencianas: es la mas de rico este chico.
- Mediante comparaciones: es más feo qu'un tito.
- Mediante diminutivos o aumentativos: el tio Antonio es viejico.
- Con frases superlativas: una animalá de gente.

#### Numerales
Presentan ligeras variaciones respecto al castellano en algunos casos y variedades churras:
- Varían algunos  cardinales: sáis (seis), diciocho (dieciocho), vintiuno (veintiuno), etc.

- Existe tendencia en algunas variedades a sustituir los  ordinales por: el qu'hace uno (primero), el qu'hace dos (segundo), etc.
  - Algunas variedades utilizan zaguero en lugar de "último", aunque es un rasgo más arcáico.
- El ordinal "primera" pierde la /-a/ ante sustantivos femeninos: en la primer puerta d'esa calle.

### Adverbios
La mayoría de adverbios que se dan en las hablas churras coinciden con el castellano coloquial, aragonés o valenciano. A continuación destacamos algunos de los más comunes, aunque para una lista más exhaustiva se puede consultar el texto El castellano-aragonés en tierras valencianas de Natividad Nebot Calpe.

#### De lugar:
Entre los más comunes encontramos:
- ande (adonde), como en aragonés.
- alante (adelante), como en aragonés: d'agora lante no te diré na.
- al cabo arriba (arriba del todo) / al cabo alante (delante de todos) / al cabo bajo (abajo del todo), al cabo atrás (detrás del todo), etc.
- drento (dentro), como en aragonés y otras regiones españolas.

#### De tiempo:
- agora (ahora), como en castellano antiguo, aparece en todos los dialectos coloquiales .
- dispués (después), como en aragonés.
- tar cual (pronto).
- enantes (antes), como en castellano antiguo, aragonés y valenciano.
  - denantes (antes), como en aragonés, solo usada por los más ancianos.
- hogaño (este año), como en castellano antiguo.
- asuvin (con frecuencia), como en aragonés y valenciano, solo usado por ancianos.
- desiguida (en seguida), como en valenciano antiguo y aragonés.
- en aquellas entregüeltas (mientras).
- arreu (sin interrupción, de cualquier manera), como en valenciano.
- ascape (rápidamente), como en aragonés y castellano.
- en eso (entonces), quizás por influencia valenciana.
- en estas (entonces, en aquel momento), como en aragonés.

#### De modo
- a redolones (a tumbos), como en valenciano.
- quitau (excepto).
- justamente / justicamente (precisamente).
- así asá (regular), como en aragonés.
- d'aquella manera (regular), como en valenciano.
- asina (así), como en aragonés y valenciano, aunque aparece en castellano antiguo por toda España.
- al cuello (a cuestas), como en valenciano.
- del bracete (del brazo), como en valenciano.
- en porreta (en cueros), como en aragonés y castellano.
- chanico chanico / chano chano, como en aragonés, castellano y valenciano.
- de gairón (torcido), como en valenciano y catalán de Tarragona.
- al gallet / al gallo (beber sin tocarlo con los labios), como en aragonés y valenciano.
- dormir de memoria (dormir boca arriba), como en aragonés y valenciano del Maestrazgo.
- de morros(enfadado), caer de morros (de bruces), beber a morro (beber con los labios tocando), esta última como en castellano.

#### De cantidad
- güena cosa (mucho), como en aragonés y valenciano.
- gota / gotica (nada), como en aragonés.
- pro / prou (bastante, suficiente), como en aragonés y valenciano.
- a manta (en abundancia), como en aragonés, valenciano y castellano.

#### De duda, afirmación o negación
- malamente (difícilmente), como en castellano.
- tamién (también).
- equilicuá / equilicuatre (sí, ciertamente), como en aragonés.

Además, podemos destacar algunas características relacionadas con el uso de adverbios:
- El adjetivo "malo", toma sentido adverbial como en aragonés: me sabe malo....
  - De manera similar se usa "bueno" con sentido adverbial: no me paice güeno lo qu'haces.

- Los adverbios de lugar "aquí", "áhi", y "allí" van precedidos por la preposición "pa" si seguidos de verbo: ven p'aquí, va p'allá lante, etc.

- "por áhi" toma significado de "por otras ciudades".

- Se utiliza "abajo" y "arriba" para referirse a pueblos o tierras más altos o bajos respecto a dónde se habla: por abajo llueve.

- "más alante" equivale a un futuro próximo: más alante iré...

- Se suele acompañar "si" y "no" con vocativos siñor, hombre, mujer, etc. : quio que vengas, Pepe y la contestación sería si, hombre, iré.

### Preposiciones
Suelen ser las mismas que en castellano, aunque existen particularidades. De la misma manera que con los adverbios, a continuación se listan algunos ejemplos, estando la lista más completa en el estudio ya mencionado anteriormente.
- cara (hacia), como en aragonés y valenciano: va cara'l Pozo Negro.
- dica (hasta), como en aragonés, solo usada por personas ancianas, apenas hoy.
- contra (al lado), como en castellano y aragonés: contra'l banco.
- pa (para), coloquialismo extendido por todo el español.

Algunas particularidades respecto a las preposiciones castellanas:
- "a" adquiere valor temporal: a la mañana... (por la mañana...).

- En algunas variedades la preposición "por" seguida de "el" se convierte en po.

- Se pierde la preposición "de" entre dos nombres, como en todas las hablas coloquiales castellanas: cas' Amparo.
  - También desaparece de la misma manera "en": la casa que vivo....

- Se usa "en" en lugar de "a": súbite en la mesa.

- Es común unir dos o más preposiciones seguidas, como en castellano popular: vengo de a por leña.

- "por" se utiliza en lugar de "para": te dije que los trajieras a los chicos por velos la güela.

### Conjunciones
Uno de los rasgos más característicos es el uso de la  conjunción "u" en lugar de "o" siempre, como en aragonés: u vienes u te quedas.
Otras conjunciones que se utilizan o utilizaban:
- pos / pus en lugar de "pues", como en todo el castellano coloquial, aragonés y valenciano: pos si que m'has fastidiau...
- sisquiera (ojalá, siquiera), por influencia del valenciano.
- a fe que (pero).
- anque (aunque), como en aragonés.
- como que (como).
- porque en lugar de "para que": le dio un piazo bancal porque s'hacieran una casa.

## Vocabulario
En el léxico es donde la influencia valenciana, en las zonas limítrofes del suroeste, es más destacable. almendrero, naranjero (por influencia del valenciano ametler y taronger), cambra (buhardilla), bajoca (tipo de judía verde), bufar (soplar). El verbo caldre (hacer falta) se usa en la expresión no cal (no hace falta), también corriente en Aragón. Es muy frecuente el sufijo -ete, que aunque es también del castellano coloquial, en estas comarcas es bien frecuente por influencia valenciana y aragonesa: fresquete, amiguete, noviete, etc. En algunas zonas, como la Canal de Navarrés se usa el pasado perifrástico "varon ir" (fueron) o "se va caer" (se cayó).
Existe otra corriente de opinión, que cree que la mayoría de palabras proceden del idioma aragonés. Se puede apreciar en numerosos vocablos utilizados en estas comarcas: segur (hacha), hiemo (estiércol, en Aragón fiemo), jada (azada, en Aragón jada, en aragonés xada, ixada), panizo (maíz, en valenciano "panís" o "dacsa", en Aragón panizo), bufar (soplar, en valenciano y aragonés "bufar"), pozal (cubo, en valenciano "poal", en Aragón pozal), rosada (escarcha o rocío; en valenciano y aragonés, "rosada"), tacar (manchar, en valenciano) ...

## Documentación sobre el dialecto
Existe un diccionario castellano churro-castellano estándar, "El habla de Villar del Arzobispo y su comarca" de Don Vicente Llatas, editado en el año 1959, en el que se encuentran bases fonéticas, léxicas y morfológicas, así como un extenso vocabulario de términos propios con su correspondiente traducción castellana y la palabra valenciana de procedencia si es el caso.
También hay una recopilación del vocabulario propio de Aras de los Olmos, que incluye gran variedad de palabras churras.
Existe una traducción a las hablas churras de "El Principito", bajo el nombre de "El Prencipico", traducido por Antoni Porta y editado por Libros desde Tuma en 2023. Se trata del primer libro publicado íntegramente en dialecto churro y constituye un registro importante de las variedades comarcales.

## Origen del nombrechurro
Los habitantes de La Serranía se llaman a sí mismos "churros" o "churricos" con gran orgullo y sentimiento de pertenencia a la misma comarca. Algunas teorías o leyendas sobre por qué se llama churro a la manera de hablar de las comarcas arriba mencionadas son:
- Este dialecto puede deber su nombre a que, antiguamente, en la entrada norte de Valencia, había una churrería casi en las afueras de la ciudad, y por ello a todo forastero que llegaba de esa dirección se decía que "venía de la churrería", por lo que adoptaron el nombre de churros hasta la actualidad. Esta teoría es un cuento popular contado a los niños para identificar a los forasteros que no necesariamente son de los serranos.

- En la época foral los habitantes de Alpuente, la entonces capital de la taifa del mismo nombre y de lengua similar a la hablada en el sur de Aragón, no sabían pronuciar el "yo juro" cuando juraban las nuevas leyes traídas por el Rey Jaime I tras su conquista, en la lengua oficial valenciana ("jo jur / jure") y pronunciarían churo. Así queda reflejado en los documentos encontrados en el castillo de esta villa.

- Otra posibilidad es que churro se originara primero como adjetivo peyorativo referido al habla castellanoaragonesa del interior de la Comunidad Valenciana y finalmente como calificativo de estas personas. En valenciano popular y en el castellano de Castilla, así como en astur-leones  y en la variante andaluza y aragonesa del castellano y es frecuente el uso de churro para referirse a una cosa mal hecha, por lo que churro pueda entenderse como una forma de hablar mezclada (aragonés, valenciano y castellano) percibida así como churro.

- Vicente Llatas Burgos afirma que en tiempo de los moros a los naturales de la comarca de los Serranos se les llamaba "churri", voz que deriva de "tzurios".[cita requerida] "Tzuria" en vasco equivale a "blanco" y el río Turia en la comarca de la Serranía y el Rincón de Ademuz se ha llamado tradicionalmente Blanco. El nombre de churro se ha asignado únicamente a los castellanohablantes de las comarcas valencianoparlantes lindantes con la Serranía. No así en las que lindan con otras comarcas donde se les refiere con el nombre de "castellans", no conociendo los valencianohablantes este significado de la palabra "xurro" en comarcas como la Vall d'Albaida o l'Alcoià. Cabe decir que en el habla churra de la Serranía, un churro es una planta.
- Otra acepción de churro es la despectiva que hace referencia a personas iletradas, sin cultura. La utilización del tren desde Valencia para subir y bajar ovejas de raza churra a los prados estivales de Aragón, generalizó el uso de la palabra churro como de procedencia aragonesa. Es esta una de las acepciones más aceptadas por los habitantes del Interior de Valencia.